# Wolvenberg
Wolvenberg er en stigning i byen Oudenaarde (Volkegem) i den belgiske provins Østflandern. Wolvenberg er en smal asfaltvej med en gennemsnitlig stigningsprocent på 6,8%. Starten er beliggende i en lille dal omkring 30 meter over havets overflade, og toppen ligger i 75 meters højde. Lige syd for Wolvenberg ligger Volkegemberg, som går op ad den samme skråning fra samme dal.

## Cykelsport
I cykelsporten er stigningen især kendt fra cykelløbet Flandern Rundt. Siden 1999 har det været en af de første stigninger, som rytterne skulle passere på deres vej mod målstregen. Wolvenberg er allerede blevet besteget 21 gange (1999-2009, 2014-2023).
Fra 1999 til 2001 var stigningen placeret i Flandern Rundt mellem Achterberg og Molenberg. I 2002, 2003 og 2007 lå den mellem Molenberg og Kluisberg. Fra 2004 til 2006 og i 2008 og 2009 var den placeret mellem Molenberg og Oude Kwaremont. I perioden 2014-2016 og i 2021 var den den fjerde stigning mellem Eikenberg og Molenberg. Også i 2017 og 2020 var den den fjerde stigning, placeret mellem Eikenberg og Leberg. I 2018 blev den igen inkluderet som den fjerde stigning, nu mellem Edelareberg og Leberg. I 2019 var den den fjerde stigning mellem Ladeuze og Leberg.
Wolvenberg er blevet inkluderet i Omloop Het Nieuwsblad 17 gange (1982, 1984, 1987, 1999, 2000, 2008-2011, 2014-2019, 2021-2023). Tidligere var den også ofte inkluderet i Dwars door België. Den er også inkluderet i Dwars door de Vlaamse Ardennen og Nokere Koerse.